# طب يوناني قديم
كان الطب اليوناني القديم منظومة من النظريات والممارسات التي تطورت باستمرار بفعل الأفكار والتجارب الجديدة. أُطلق على الطب في اللغة اليونانية القديمة مصطلح "إياتريكي" (ἰατρική). وقد دمج هذا الطب بين العناصر الروحية والجسدية، حيث آمن اليونانيون القدماء بأن الصحة تتأثر بعوامل متعددة، مثل توازن الأخلاط الأربعة، والموقع الجغرافي، والطبقة الاجتماعية، والنظام الغذائي، والإصابات، والمعتقدات، والحالة الذهنية. كان يُعتقد أن الأمراض عقوبات إلهية، وأن الشفاء هبة من الآلهة. لكن مع تطور التجربة والملاحظة، بدأ الأطباء اليونانيون في استبدال هذه التفسيرات الروحية بنهج يستند إلى العلاقة بين السبب والنتيجة.
تقوم نظرية الأخلاط الأربعة على أن الجسم البشري يتألف من أربعة سوائل رئيسية: الدم، والبلغم، والصفراء الصفراء، والصفراء السوداء، وكل منها يرتبط بعضو محدد، ومزاج معين، وفصل من فصول السنة، وعنصر طبيعي. كما كان يُعتقد أن الجنس يؤثر على الطب، إذ كانت بعض الأمراض والعلاجات تختلف بين الرجال والنساء.
بالإضافة إلى ذلك، كان الموقع الجغرافي والطبقة الاجتماعية من العوامل المؤثرة في صحة الأفراد، حيث يمكن أن تؤدي ظروف المعيشة إلى التعرض لمشاكل بيئية مثل انتشار البعوض والفئران ومدى توفر مياه الشرب النظيفة. كذلك، كان النظام الغذائي عاملًا مهمًا، إذ يمكن أن يؤثر نقص التغذية على الصحة العامة.
أما الصدمات الجسدية، مثل الإصابات التي تعرض لها المصارعون، أو العضات، أو الجروح المختلفة، فقد ساهمت في تطوير الفهم الطبي للتشريح والعدوى. إلى جانب ذلك، أُولي اهتمام كبير لدور المعتقدات والحالة النفسية للمريض في التشخيص والعلاج، حيث تم الاعتراف بتأثير العقل في عملية الشفاء، بل اعتبر أحيانًا بأنه المسبب الأساسي لبعض الأمراض.
تمحور الطب اليوناني القديم تدريجيًا حول نظرية الأخلاط، التي تقوم على أن الصحة الجيدة تعتمد على تحقيق التوازن المثالي بين الأخلاط الأربعة: الدم، والبلغم، والصفراء الصفراء، والصفراء السوداء، في حين أن أي اختلال في هذا التوازن يؤدي إلى المرض.
يُعد أبقراط، الملقب بـ "أبو الطب الحديث"، من أبرز الشخصيات في الطب اليوناني القديم، حيث أسس مدرسة طبية في جزيرة كوس، ووثّق مع طلابه العديد من الأمراض في المجموعة الأبقراطية، كما طوروا قسم أبقراط للأطباء، الذي لا يزال معتمدًا حتى اليوم.
ساهم أبقراط وطلابه في ابتكار العديد من المصطلحات الطبية التي أصبحت جزءًا من المفردات الطبية الحديثة، مثل: حاد، مزمن، وبائي، تفاقم، وانتكاس. وكان لهذه المساهمات، إلى جانب إسهامات سقراط وغيرهم، تأثير دائم على الطب الإسلامي والطب الأوروبي في العصور الوسطى، حتى بدأت بعض اكتشافاتهم تتلاشى مع التقدم العلمي بحلول القرن الرابع عشر.
تأسست أول مدرسة طبية يونانية معروفة في كنيدوس حوالي عام 700 قبل الميلاد. وكان من بين أبرز العاملين فيها ألكمايون، الذي يُنسب إليه تأليف أول تجميع تشريحي معروف، حيث ساهم في إرساء منهجية مراقبة المرضى كأساس للممارسة الطبية.
وعلى الرغم من الاحترام الكبير الذي أبداه اليونانيون للطب المصري القديم، إلا أن تحديد مدى التأثير المباشر للممارسات الطبية المصرية على الطب اليوناني في تلك الفترة ظل أمرًا صعبًا، نظرًا لقلة المصادر وصعوبة تفسير المصطلحات الطبية القديمة. ومع ذلك، تشير الأدلة إلى أن اليونانيين استوردوا العديد من المواد الطبية المصرية لاستخدامها في صيدلياتهم، وبرز التأثير المصري بشكل أوضح مع إنشاء مدرسة الطب اليوناني في الإسكندرية.

## أسكليبيوس

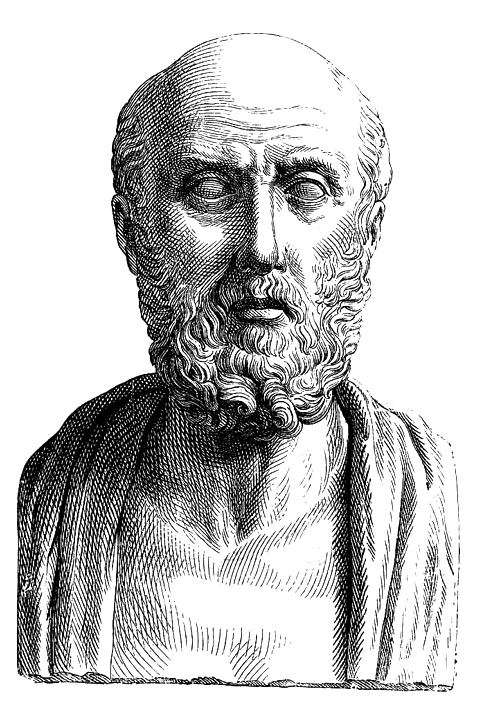
الطبيب اليوناني أبقراط

يُعتبر أسكليبيوس أول طبيب في الأساطير اليونانية، ويقال إنه كان ابن الإله أبولو. كانت المعابد المخصصة لهذا الإله الشافي والتي عُرفت باسم "أسكليبييا" (باليونانية: Ἀσκληπιεῖα؛ المفرد: Ἀσκληπιεῖον)، بمثابة مراكز تقدم الاستشارات الطبية والتنبؤات والعلاج. في هذه المعابد، كان المرضى يدخلون في حالة شبيهة بالحلم تُسمى "إنكويميسيس" (باليونانية: ἐγκοίμησις)، وهي حالة مشابهة للتخدير الحديث. خلال هذه الحالة، يتلقى المرضى إما إرشادات من الإله عبر الأحلام أو علاجًا يتضمن الجراحة.
قدمت معابد أسكليبيوس (الأسكليبيا) بيئات مثالية ومعدة بعناية لتعزيز الشفاء، حيث توفر العديد من المرافق التي تفي بمتطلبات المؤسسات العلاجية. في معبد أسكليبيوس في برغامون، كان هناك نبع يتدفق إلى غرفة تحت الأرض، يزورها الناس للشرب من مياهه أو الاستحمام بها، معتقدين بخصائصها العلاجية. كما استخدمت حمامات الطين والشاي الساخن مثل البابونج لتهدئة المرضى أو شاي النعناع لتخفيف الصداع، وهو علاج تقليدي لا يزال شائعًا حتى اليوم. كما كان يتم تشجيع المرضى على النوم في المرافق، حيث يفسر الأطباء أحلامهم ثم يراجعون أعراضهم. وأحيانًا كانت الكلاب تُستخدم للعناية بالجروح المفتوحة من خلال لعقها للمساعدة في شفاء الجروح.
في معبد أسكليبيوس في إبيداوروس، توجد ثلاث لوحات رخامية كبيرة تعود إلى عام 350 قبل الميلاد، وهي تحتوي على أسماء وتواريخ حالات وشكاوى حوالي 70 مريضًا جاءوا إلى المعبد ونجحوا في التخلص من مشاكلهم. تتضمن بعض العلاجات الجراحية المذكورة (مثل فتح خراج في البطن أو إزالة مواد غريبة ناتجة عن إصابة)، تفاصيل واقعية تكاد تشير إلى أنها قد حدثت بالفعل، ولكن أثناء نوم المريض المستحث (إنكويميسيس) باستخدام مواد منومة مثل الأفيون.
تُعد عصا أسكليبيوس رمزًا عالميًا للطب حتى الوقت الحاضر. ومع ذلك، يُختلط أحيانًا بينها وبين عصا هرمس، التي كان يحملها الإله هرمس. تتميز عصا أسكليبيوس بوجود ثعبان واحد ملتف حول العصا بدون أجنحة، بينما تحتوي عصا هرمس على ثعبانين ملتفين وأجنحة في الأعلى، مما يرمز إلى سرعة هرمس.

## مجموعة أبقراط
وُلد أبقراط في مدينة كوس في نفس السنة التي وُلد فيها ديموقريطوس (464 ق.م)، وقد جمعتهما صداقة وثيقة رغم المسافة بين موطنهما. يُحتمل أن يكون "الفيلسوف الضاحك" قد أسهم في توجيه الطب نحو اتجاه أكثر دنيوية. كان أبقراط ابن طبيب، ونشأ في بيئة طبية حيث مارس فن الطب بين آلاف المرضى والزوار الذين جاؤوا إلى كوس للاستفادة من مياهها الساخنة. وضع معلمه هيرودوكس السلمبري الأساس الذي اعتمد عليه أبقراط في تطوير فنه، من خلال تعليمه التركيز على نظام التغذية والتمارين الجسدية أكثر من الأدوية. اكتسب أبقراط شهرة واسعة حتى أصبح من بين مرضاه شخصيات بارزة مثل بيرديكاس ملك مقدونيا وأردشير الأول ملك الفرس. وفي عام 430 ق.م، استدعته مدينة أثينا لمحاولة وقف انتشار الطاعون فيها. توفي أبقراط عن عمر يناهز الثالثة والثمانين.

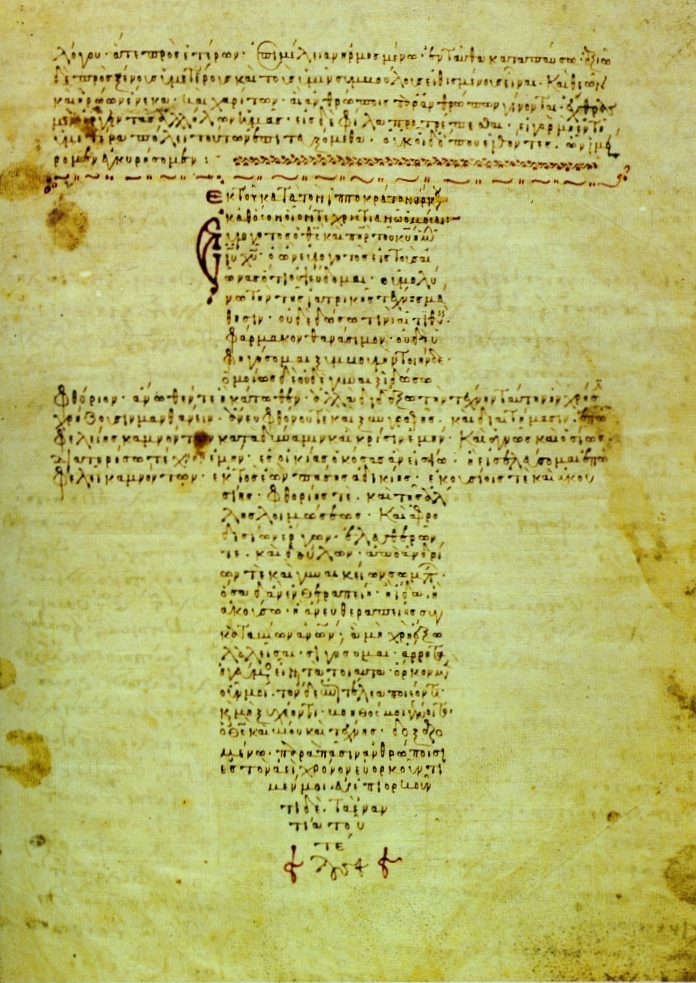
مخطوطة بيزنطية من القرن الثاني عشر كُتب فيها القسم على شكل صليب، مما يربطه بصريًا بالأفكار المسيحية.

لا يوجد في كل ما كُتب في مجال الطب وما يمكن أن يُكتب فيه ما هو أكثر تباينًا وأقل تجانسًا من مجموعة الأعمال التي كانت تُنسب إلى أبقراط في العصور القديمة. فقد شملت هذه الأعمال كتبًا مدرسية للأطباء، ونصائح لغير المتخصصين، ومحاضرات للطلاب، وتقارير وبحوثًا وملاحظات، وتسجيلات سريرية لحالات غير اعتيادية، ومقالات كتبها سفسطائيون مهتمون بالجوانب العلمية والفلسفية للطب. وكانت السجلات السريرية الاثنان والأربعون هي الوحيدة من نوعها في السبعة عشر قرنًا التي تلت تلك الفترة، وتميزت بأعلى معايير الأمانة، حيث اعترفت بأن المرض أو العلاج قد أدى إلى الوفاة في 60% من الحالات.
من بين هذه المؤلفات، هناك أربعة تم الاتفاق على أنها من كتابة أبقراط، وهي: "الحكم"، "الأدلة"، "تنظيم التغذية والعوائد في الأمراض الحادة"، ورسالة "جروح الرأس". أما ما عدا هذه الأربعة من الأعمال المعزوة إلى أبقراط، فقد كتبها مؤلفون مختلفون عاشوا في فترات زمنية متفاوتة بين القرنين الخامس والثاني قبل الميلاد. يقول المؤرخ ول ديورانت: "وفي هذه المجموعة قدر من السخف والهذيان، ولكن من المحتمل أن نجد ما هو مماثل في رسائل العلماء في المستقبل وسجلاتهم". العديد من المعلومات في هذه الكتب والرسائل تتسم بالتجزئة، إذ قدمت في شكل حكم وقواعد مفككة قد تقترب في بعض الأحيان من الغموض الذي يميز كتابات الفيلسوف هيراقليطس. ومن بين حكم أبقراط الشهيرة، تلك التي تقول: "الفن طويل، ولكن الوقت يمر مر السحاب".
أكبر الفضل الذي يُعزى لأبقراط وخلفائه هو أنهم حرروا الطب من قيود الدين والفلسفة. صحيح أنهم أشاروا أحيانًا إلى أن المريض يمكنه الاستعانة بالصلاة والدعاء، كما ورد في كتاب "التنظيم"، لكن الفكرة السائدة في جميع أعمالهم هي ضرورة الاعتماد الكامل على العلاج الطبي. في رسالة "المرض المقدس"، هاجموا النظرية القائلة بأن الأمراض هي عقاب من الآلهة، وأكد مؤلفها أن كل الأمراض، بما في ذلك الصرع الذي كان يعتقد البعض أنه نتيجة لتقمص الشيطان في جسد الإنسان، لها أسباب طبيعية.
كانت عقلية أبقراط تمثل روح العصر البركليزي بشكل واضح؛ فقد كان واسع الخيال ولكنه واقعي، يكره الغموض ولا يتحمل الأساطير. كان يعترف بأهمية الدين، لكنه كان يسعى لفهم العالم من خلال العقل والمنطق. كما كان من الواضح تأثير السفسطائيين في حركته التي تهدف إلى تحرير الطب، حيث أثروا في طرق العلاج اليونانية حتى وصل الأمر إلى نشوء نزاع بين العلم والفلسفة، كما نشأ نزاع آخر بين العلم والفهم الخاطئ للدين الذي كان يشكل عقبة أمام تقدم الطب.
أصر أبقراط على أن النظريات الفلسفية لا علاقة لها بالطب، وأن العلاج يجب أن يقوم على الملاحظة الدقيقة لكل حالة وكل حقيقة، مع تسجيل كل ما يتعلق بالحالات الطبية بشكل دقيق. ورغم أنه لم يدرك تمامًا أهمية التجارب العلمية، إلا أنه كان يصر على أن يعتمد في عمله على الخبرة والتجربة العملية.
من الممكن أن نلاحظ التأثير الفلسفي في الطب الأبوقراطي من خلال عقيدة الأخلاط الأربعة الشهيرة. فقد قال أبوقراط: "إنّ البدن يتكون من الدم، والبلغم، والصفراء، والسوداء، وإن الإنسان يتمتع بالصحة الكاملة إذا كانت هذه العناصر متوازنة بنسبها الصحيحة. وإن الألم ينشأ عندما تنقص أحد هذه الأخلاط أو تزيد أو تنفصل عن الأخلاط الأخرى." هذه النظرية استمرت لفترة طويلة بعد زوال معظم الفروض الطبية القديمة، ولم يتخل عنها الناس إلا في القرن الماضي، ورغم ذلك، قد نجد ما يشبهها اليوم في عقيدة الهرمونات أو إفراز الغدد التي يعتمد عليها الأطباء حالياً، حيث كان اليونانيون يعتقدون أن سير هذه الأخلاط يتأثر بالعوامل البيئية مثل الطقس والطعام.

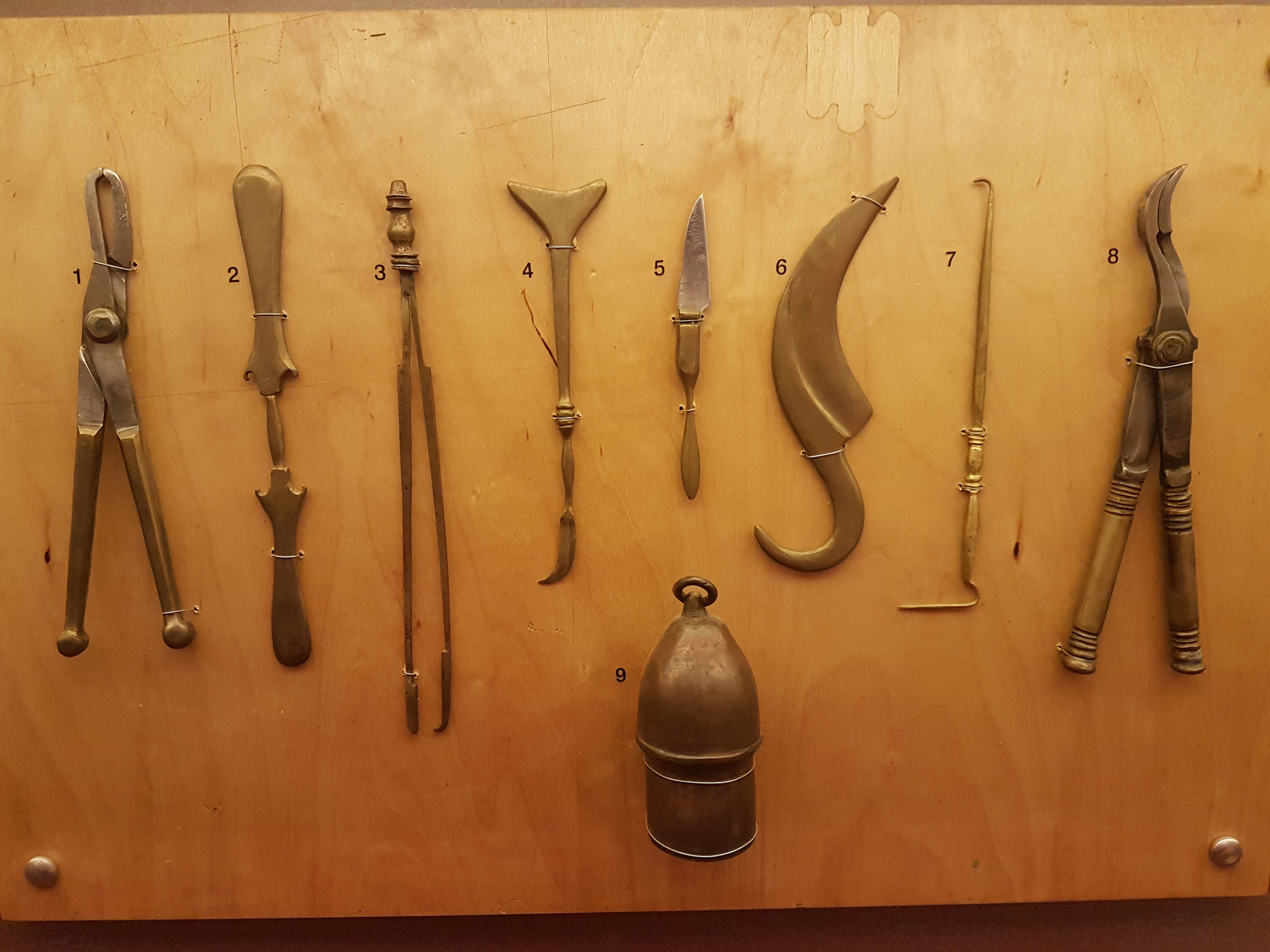
أدوات جراحية، القرن الخامس قبل الميلاد، اليونان. أعيد بناؤها استنادًا إلى الأوصاف الواردة في المجموعة الأبقراطية. متحف التكنولوجيا في سالونيك.

ومن بين الأمراض الأكثر انتشارًا في اليونان القديمة كانت أمراض البرد (مثل الزكام)، وذات الرئة، والملاريا. وقد كتب أبوقراط رسالة موجزة عن "الأهوية والمياه والأماكن" وعلاقتها بالصحة، وقال فيها: "يمكن للإنسان أن يتعرض للبرد وهو واثق من أنه لن يصيبه منه ضرر، طالما فعل ذلك بعد الأكل أو الرياضة. ولا ينبغي للجسم أن يتجنب البرد في الشتاء." (قصة الحضارة). ولا ينبغي لنا أن نقلل من قيمة أفكار أبوقراط وأتباعه، لأن من واجب الطبيب العلمي اليوم أن يدرس الرياح والفصول، وموارد مياه الشرب، وطبيعة الأرض، وكيف تؤثر هذه العوامل على صحة السكان.
كان التشخيص من أضعف جوانب طب أبوقراط، حيث لم يكن يولي اهتمامًا كبيرًا لقياس النبض، وكانت الحمى تُشخص باللمس البسيط، وكان الاستماع يتم باستخدام الأذن مباشرة. ومع ذلك، كان أبوقراط يؤمن بوجود العدوى في بعض الحالات مثل الجرب والرمد والسل. في كتابه Corpus، قدم العديد من الصور السريرية لمشاكل صحية مثل الصرع، التهاب الغدة النكفية الوبائي، حمى النفاس، الحمى اليومية، الحمى التي تحدث في الثلث والربع. ومع ذلك، لم تذكر مجموعة أعماله الجدري أو الحصبة أو الخناق (الدفتيريا) أو الحمى القرمزية أو الزهري أو الحمى التيفية.
كانت رسائل التنظيم تميل نحو الطب الوقائي، حيث كان يدعو إلى دراسة المرض من بداياته ومحاولة تحديد أولى علاماته للقضاء عليه قبل أن يتفاقم. كان أبوقراط شديد الاهتمام بفهم العواقب في الطب، ويعتقد أن الطبيب الماهر يستطيع التنبؤ بسير المرض بناءً على تجربته مع حالات مختلفة. وأكد على أن العديد من الأمراض تصل إلى مرحلة يمكن فيها القضاء عليها أو على المريض، مشيرًا إلى أنه إذا استطاع الجسم مقاومة العلة والتخلص منها، فإن المريض يشفى. كما كان يرى أن الطبيعة، أي قوى الجسم وبنيته، هي العلاج الأساسي لجميع الأمراض، وأن دور الطبيب هو تسهيل عمليات الدفاع والشفاء الطبيعي.
لهذا، كانت الطريقة الأبوقراطية في العلاج قليلة الاعتماد على العقاقير، بل كانت تعتمد بشكل أكبر على وسائل مثل الهواء النقي، المقيئات، الحقن الشرجية، الحجامة، الإدماء، الكمادات، المراهم، التدليك، والمياه المعدنية. كان دستور الأدوية اليوناني صغيرًا جدًا ومعظمه يتكون من المسهلات. بالنسبة لأمراض الجلد، كانت العلاجات تشمل الحمامات الكبريتية والتدليك باستخدام دهن كبد الحوت.
وكان أبوقراط ينصح الناس بالعيش بطريقة صحية للوقاية من الأمراض، قائلاً: "عش حياة صحية تقيك من الأمراض إلا إذا انتشر وباء في المنطقة أو تعرضت لحادث". كما كان يشدد على أهمية النظام الغذائي السليم، موضحًا أن اتباع نظام غذائي صحي يساهم في الشفاء. وكان أحيانًا يوصي بالصوم إذا كانت صحة المريض تسمح بذلك، قائلاً: "كلما أكثرنا من تغذية الأجسام المريضة، زاد تعرضها للأذى". وأضاف: "الإنسان يجب أن يتناول وجبة واحدة في اليوم إذا كانت معدته شديدة الجفاف".
تقدمت علوم التشريح ووظائف الأعضاء في بلاد اليونان ببطء، وكان أبرز العوامل التي ساهمت في هذا التقدم هو الفحص الدقيق لأحشاء الحيوانات. في المجموعة الأبوقراطية، توجد رسالة صغيرة عن "القلب" تصف البطينين والأوعية الكبرى وصماماتها. كتب كل من سينيسس القبرصي وديوجين الكريتي عن الجهاز الدموي، حيث عرف ديوجين أهمية النبض. كما ذكر أنبادوقليس أن القلب هو مركز الجهاز الدموي، ووصفه بأنه العضو الذي ينقل النيوما (الأوكسجين) إلى جميع أنحاء الجسم. في كتاب "الجسم"، حذا أبوقراط حذو ألكاميون وجعل المخ مركز الشعور والتفكير، حيث قال إنه من خلاله نفكر، نبصر، نسمع، ونميز بين القبيح والجميل والغث والثمين.
أما الجراحة، فظلّت في أغلب الأحيان عملًا لا يتخصص فيه الطلاب، بل يزاوله كبار الأطباء، وإن كان هناك جراحون يعملون في الجيوش. ووصف أبوقراط في مؤلفاته عمليات مثل تربنة الجمجمة (فتحها) وطرق معالجة انخلاع الكتف والفك. في هيكل أسكليبيوس في أثينا، وُجدت لوحة نذور تحمل صورة علبة تحتوي على مباضع ذات أشكال مختلفة. كما يحتفظ متحف أثينا الصغير بعدد من الملاقط والمسابر والمباضع والقثاطر والنظارات الطبية القديمة التي لا تختلف كثيرًا عن تلك المستخدمة في الوقت الحاضر. ويبدو أن بعض التماثيل كانت نماذج لشرح الوسائل المتبعة في رد الخلع في مفاصل العجز.
في رسالته "في الطب"، قدم أبوقراط تعليمات مفصلة حول تحضير غرفة العمليات الجراحية، تنظيم الإضاءة الطبيعية والصناعية فيها، تنظيف اليدين، العناية بأدوات الجراحة وكيفية استخدامها، تحديد موضع المريض، وتضميد الجروح.
يتضح من هذه الفقرات وغيرها أن الطب اليوناني في عهد أبوقراط شهد تقدمًا ملحوظًا من الجانبين الفني والاجتماعي. فقد كان الأطباء في اليونان قبل أبوقراط يتنقلون من مدينة إلى أخرى بناءً على الحاجة، أما في عهده، فقد استقروا في مدنهم وافتتحوا مكاتب وأماكن للعلاج (Iatreia) حيث كانوا يعالجون المرضى في مكاتبهم وفي منازلهم. كما زاد عدد الطبيبات اللاتي كن يعالجن أمراض النساء، وكتب بعضهن رسائل في العناية بالجلد والشعر، التي كانت تعد مرجعًا في موضوعاتها.
لم تكن الدولة تفرض امتحانًا عامًا على من يريد ممارسة الطب، لكنها كانت تطلب منه تقديم أدلة على أنه قد تدرب أو تلمذ على يد طبيب معترف به. كما كانت حكومات المدن تتبنى نموذجًا يجمع بين الطب المؤمم والطب الخاص، حيث يعين أطباء لرعاية الصحة العامة وعلاج الفقراء. أما أكبر أطباء الدولة، مثل ديموسيدز، فيتقاضون رواتب سنوية كبيرة تصل إلى وزنتين، ما يعادل حوالي 12,000 دولار أمريكي في وقتنا الحالي.
وبالطبع، لم تخلو المهنة من الدجالين والمهتمين غير المتخصصين الذين ادعوا العلم بكل شيء في الطب. وهؤلاء، كما هو الحال في كل زمان ومكان، عاثوا فسادًا في المهنة التي عانت في ذلك الوقت من الأعمال غير المسؤولة لقلّة من الأطباء الذين أساءوا للمهنة، مما جعل الناس في ذلك العصر، كما في أي عصر آخر، يشككون في أطبائهم ويواجهونهم بالسخرية والفكاهة اللاذعة.

## قَسَم أبقراط
| قسم أبقراط أقسم بأبولو الطبيب، وبأسكابيوس، وبهيغيائيا (Hygieia)، وبباناسيا (Panacea)، وبجميع الآلهة والإلهات، وأشهدهم جميعًا على أن أنفذ هذا القَسَم، وأوفي بهذا العهد بما تتيح لي قدرتي وحكمتي، وأن أضع معلمي في هذا الفن في منزلة مماثلة لمنزلة الوالدين، وأن أشركه في مالي الذي أعيش منه، وإذا احتاج إلى المال، اقتسمت مالي معه. وأقسم أن أعد أسرته إخوة لي، وأن أعلمهم هذا الفن إذا رغبوا في تعلمه، من دون أن أطلب منهم أجرًا أو أُلزمهم باتفاق. كما أقسم أن ألقن الوصايا والتعاليم الشفوية وسائر التعاليم الأخرى لأبنائي، ولأبناء أستاذي، وللتلاميذ المتعاقدين الذين أقسموا يمين الطبيب، ولا ألقنها لأحد سواهم. سوف أستخدم العلاج لمساعدة المرضى بما يتناسب مع مقدرتي وحكمتي، ولكن لن أستخدمه للإضرار أو فعل الشر. ولن أسقي أحدًا السم إذا طلب إليَّ أن أفعل ذلك أو أشير إليه باتباع هذه السبيل. كذلك، لن أقدم وصفة لإسقاط جنين لأي امرأة. سأحافظ على حياتي وفني طاهرين ومقدسين، ولن أستخدم المبضع حتى إذا كنت محقًا في استخدامه لمن يعاني من حصاة، بل سأترك ذلك لمن يتقنون هذا الفن. إذا دخلت بيت أي شخص، فسأدخل لمساعدة المرضى فقط، وسأمتنع عن أي إساءة أو ضرر متعمد. سأمتنع بوجه خاص عن تشويه جسم أي شخص سواء كان من الأحرار أو من الأرقاء. مهما رأيت أو سمعت أثناء ممارستي لمهنتي أو خارجها، إذا كان الأمر لا ينبغي أن يُذاع، فلن أفشيه، وسأعد تلك الأمور أسرارًا مقدسة. إذا التزمت بهذا القسم ولم أخالفه، أرجو أن أعيش حياة متميزة بين الناس جميعًا، سواء في حياتي أو في مهنتي. أما إذا نقضت العهد وحنثت بالقَسَم، فلتنقلب حياتي إلى عكس ما هو متوقع لي. |
| —{{{المصدر}}} |

رفع أبوقراط من شأن مهنة الطب بتأكيده على أهمية الأخلاق في ممارسة الطب. فقد كان أبوقراط ليس فقط طبيبًا، بل أيضًا معلمًا في الطب، ويُعتقد أن القَسَم الشهير المنسوب إليه قد وُضع لضمان ولاء طالب الطب لأستاذه. يُقال إن هذا القسم وُضع من قبل المدرسة الأبوقراطية، وليس من قبل أبوقراط نفسه.
ويضيف أبوقراط إلى ذلك أنه يجب على الطبيب أن يعتني بمظهره الخارجي، وأن يحافظ على نظافة جسمه، وأن يكون متأنقًا في ملبسه. ويجب عليه أن يكون هادئًا طوال الوقت، وأن يكون سلوكه يبعث على الثقة والاطمئنان في نفس المريض. كما يجب عليه أن يراقب نفسه جيدًا، وأن لا يقول إلا ما هو ضروري. ثم يضيف: "«إذا دخلت غرفة مريض، فتذكر طريقة جلوسك، وكن متحفظًا في كلامك، حافظًا على مظهرك، وصريحًا حاسمًا في أقوالك، وموجزًا في حديثك. ولا تنسَ أن تكون أخلاقك على أكمل وجه عندما تكون بجانب مريضك. اضبط أعصابك، وازجر من يقلقك، وكن مستعدًا للقيام بما يجب فعله. أوصيك أن تكون لطيفًا مع أهل المريض، وأن تراعي بعناية أوضاعه المالية. قدم خدماتك دون أجر، وإذا كانت لديك فرصة لمساعدة شخص غريب في محنة، فلا تتردد في مساعدته بالكامل، لأن حيث يوجد حب الناس يوجد حب الفن. وإذا أضاف الطبيب إلى هذا دراسة الفلسفة وتطبيقها، فإنه يصبح المثل الأعلى لأبناء مهنته، لأن الطبيب المحب للحكمة لا يقل عن الآلهة في شيء»."
يعد هذا النص الذي يتعلق بأخلاقيات الطبيب وآداب مهنة الطب من أقدس ما أنتجه الفكر البشري. ولا يزال قسم أبوقراط معمولًا به في العديد من المؤسسات الطبية حول العالم. ولكن هناك إشكالان كبيران في هذا القسم، الأول هو أن القسم بالآلهة يُعد من الشرك في الشريعة الإسلامية، ولذلك عمدت الدول الإسلامية إلى استبدال القسم بالآلهة بالقَسَم بالله العظيم. الثاني هو أن الحفاظ على أسرار المهنة الطبية قد يتعارض في بعض الأحيان مع القوانين المعمول بها في العديد من الدول. هذا الإشكال غالبًا ما يُحل لصالح القوانين وليس لصالح الحفاظ على سر المهنة، حيث أن صاحب السلطة القانونية هو الذي يملك الحق في فرض العقوبات. إذ أن الحفاظ على سر المهنة مقدَّم على الالتزام بالقوانين التي توجب التبليغ عن حالات معينة. على سبيل المثال، سجن بعض الأطباء لمدد مختلفة بتهمة كتمان معلومات بعد أن عالجوا فارين من السلطات ولم يُبلِّغوا عنهم.

## ذروة مجد الطب اليوناني (مدرسة الإسكندرية)
بدأت الثقافة اليونانية بعد عصر سقراط في التراجع حتى في الأرض التي نشأت فيها، وانتقل مركز الثقافة إلى الإسكندرية حيث نشأت مدرسة طبية حوالي عام 300 ق.م. وقد أنجبت هذه المدرسة ثلاثة أطباء أصبحوا من أشهر علماء العصر وهم:
- تيوفراستوس (THEOPHRASTUS): أكبر مختص في النبات في العصور القديمة.
- هيروفيلوس (HEROPHILUS): أعظم عالم تشريح في العصور القديمة.
- إيراسيستراتوس (ERASISTRATUS): أبرز عالم فيزيولوجيا في العصور القديمة.

شهد الطب تقدمًا سريعًا في تلك الفترة، ويرجع السبب في ذلك إلى أن الطب كان يجب أن يتطور بنفس سرعة تفشي الأمراض الجديدة في المدن المعقدة. وكانت دراسة اليونان للمعلومات الطبية المصرية مصدرًا رئيسيًا لهذا التقدم. ولم يتردد البطالمة في تقديم أي معلومات تحتاجها مدارس الطب، فقد كانوا يسمحون بتشريح الحيوانات وجثث البشر المتوفين، كما كانوا يرسلون بعض المجرمين المحكوم عليهم بالإعدام لتشريح أجسامهم وهم أحياء. وبفضل هذا التشجيع، أصبح التشريح البشري علمًا حقيقيًا، مما أسهم في تقليل الأخطاء الطبية التي كانت شائعة في العصور السابقة.

في عام 285 ق.م، قام هيروفيلوس، الذي كان يعمل في الإسكندرية، بتشريح العين ووصف الشبكية وأعصاب النظر بشكل دقيق طبياً. كما شرح المخ ووصف مقدمة الدماغ، والمخيخ، والسحايا. وأعاد للمخ مكانته السامية وجعله مركز التفكير. فهم أيضًا وظيفة الأعصاب وكان أول من قسمها إلى أعصاب حس وأعصاب حركة، كما فصل بين أعصاب الجمجمة وأعصاب النخاع الشوكي. مَيَّز بين الشرايين والأوردة، وحدد وظيفة الشرايين بأنها الأوعية التي تنقل الدم من القلب إلى مختلف أجزاء الجسم. كشف عن الدورة الدموية قبل أن يكتشفها هارفي بتسعة عشر قرنًا. ضمّ جس النبض إلى وسائل تشخيص الأمراض، واستخدم ساعة مائية لقياس عدد ضربات القلب. كما شرح المبيض والرحم والحويصلات المنوية وغدة البروستات ووصفها جميعها. درس الكبد والبنكرياس وسمى المعي الإثني عشري بالاسم الذي يُعرف به اليوم. وبناءً على هذه الإنجازات، اعتبره المؤرخون أعظم مشرِّح في العصور القديمة.

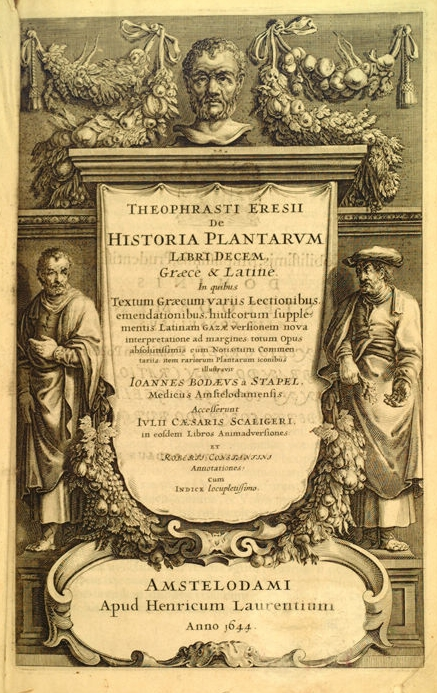
الصفحة الأمامية للطبعة المصورة الصادرة عام 1644 من كتاب "تاريخ النباتات" (Historia Plantarum) للعالم اليوناني القديم ثيوفراستوس

كان إرسيستراتوس أعظم علماء وظائف الأعضاء (الفيزيولوجيا) في العصور القديمة، وُلد في كيوس ودرس في أثينا، ثم مارس مهنة الطب في الإسكندرية حوالي عام 158 ق.م. وتمكن من تمييز المخ عن المخيخ بدقة أكبر من هيروفيلوس، وأجرى تجارب على الأجسام الحية لدراسة عمليات المخ. وصف وشرح عمل لسان المزمار والأوعية اللمفاوية في غشاء الأمعاء، بالإضافة إلى الصمَّام الأبهر والصمَّام الرئوي في القلب. كان لديه فكرة عن التمثيل الأساسي حيث اخترع مسعراً لقياس حرارة الزفير.
وقال إرسيستراتوس: إن كل عضو يتصل ببقية أجزاء الكائن بثلاث طرق: الشريان، الوريد، والعصب. اجتهد في تفسير جميع الظواهر الفيزيولوجية بأسباب طبيعية، ورفض كل ما يشير إلى موجودات خفية. كما رفض نظرية الأخلاط التي طرحها هبارخوس والتي احتفظ بها هيروفيلوس. كان يرى أن الطب هو فن منع المرض من خلال مراعاة قواعد الصحة، وليس علاج المرض بالأدوية فقط. وكان يقاوم كثرة استعمال العقاقير والحجامة، ويعتمد على تنظيم التغذية والاستجمام والرياضة الجسمية.
ساهم أولئك الرجال في جعل الإسكندرية في العصر القديم أشبه بفيينا في العصر الحديث، لكن كانت هناك أيضاً مدارس طبية عظيمة في مدن أخرى مثل تراليس وميليتس وإفسوس وبرجوم وتاراس وسرقوسة. كان لدى العديد من المدن إدارات طبية بلدية يتقاضى الأطباء العاملون فيها مرتبا متوسطًا. وكان من أسباب فخرهم أنهم لا يفرِّقون بين الأغنياء والفقراء والأحرار والعبيد، وكرسوا أنفسهم للعمل في أي وقت، مهما كان الخطر الذي قد يواجههم.
على سبيل المثال، ذهب أبلونيوس الملطي ليكافح الطاعون في الجزائر القريبة من موطنه دون أن يتقاضى أجرًا. وعندما فتك المرض بجميع أطباء كوس، بعد أن بذلوا جهدهم لمقاومته، أقبل الأطباء من المدن المجاورة لإنقاذهم. أصدر الحكام العديد من القرارات العامة للإشادة بفضل الأطباء في ذلك العصر والاعتراف بإسهاماتهم. وعلى الرغم من سخرية الكثيرين من عجز الأطباء المأجورين، فإن هذه المهنة العظيمة قد احتفظت بالمستوى الأخلاقي الرفيع الذي ورثته عن أبوقراط، والذي كان يُعد أفخر وأثمن تراث لها.

## الإرث التاريخي للطب اليوناني
مع التفاعل الطويل بين الرومان والثقافة اليونانية، والذي بلغ ذروته في غزو اليونان، تبنّى الرومان نظرة إيجابية تجاه الطب الأبقراطي. أدى هذا القبول إلى انتشار النظريات الطبية اليونانية في جميع أنحاء الإمبراطورية الرومانية، مما جعلها جزءًا من التراث الطبي للغرب.
كان العالم الروماني الأكثر تأثيرًا في توسيع التقليد الأبقراطي هو جالينوس (تُوفي حوالي عام 207م). ومع ذلك، بعد انهيار الإمبراطورية الرومانية الغربية، تراجعت دراسة النصوص الطبية لأبقراط وجالينوس في أوروبا الغربية خلال العصور الوسطى المبكرة، بينما استمر هذا التقليد الطبي في الإمبراطورية البيزنطية.
لعب العلماء العرب والفرس والأندلسيون بعد عام 750م دورًا رئيسيًا في حفظ وتوسيع المعرفة الطبية اليونانية من خلال ترجمة أعمال جالينوس و ديوسقوريدس. وبرز الطبيب والفيلسوف المسلم ابن سينا كأحد أكثر الشخصيات تأثيرًا في تطوير هذا العلم.
أُعيد إدخال الطب الأبقراطي-الجالينوسي إلى أوروبا الغربية بدءًا من أواخر القرن الحادي عشر عبر ترجمات للنصوص الكلاسيكية، معظمها من المصادر العربية، وأحيانًا مباشرة من المخطوطات اليونانية الأصلية. وخلال عصر النهضة، ترجمت المزيد من أعمال جالينوس وأبقراط مباشرةً من اليونانية، مستفيدة من المخطوطات البيزنطية التي أصبحت متاحة حديثًا.
كان تأثير جالينوس عميقًا لدرجة أنه حتى بعد بدء الأوروبيين الغربيين في إجراء عمليات التشريح في القرن الثالث عشر، سعى العلماء غالبًا إلى التوفيق بين اكتشافاتهم الجديدة ونظريات جالينوس بدلًا من تحديها. ومع ذلك، بحلول القرنين السادس عشر والسابع عشر، حلّت الأساليب العلمية التجريبية تدريجيًا محل النظريات الطبية الكلاسيكية. وعلى الرغم من تقدم الطب، استمرت ممارسة الفصد، التي اعتمد عليها الطب الأبقراطي-الجالينوسي، حتى القرن التاسع عشر، رغم ثبوت عدم فعاليتها وخطورتها.

## التأثير الطبي اليوناني والشك الروماني
لم تكن جميع الآراء الرومانية حول الطب اليوناني إيجابية. فقد كان المؤلف والفيلسوف الطبيعي الروماني بليني الأكبر من أبرز النقاد، حيث أشار إلى أن الأطباء اليونانيين كانوا يفتقرون إلى المهارة وكانوا مدفوعين بالربح بدلاً من السعي وراء الشفاء. عبر بليني في كتابه "التاريخ الطبيعي" عن قلقه بشأن الممارسين اليونانيين، متهما إياهم باستغلال المرضى بدلًا من العناية الحقيقية بصحتهم. ومع ذلك، يحذر مؤرخ الطب فيفيان نوتون من أخذ انتقادات بليني على محمل الجد، مشيرًا إلى أن هذه الانتقادات تقلل من أهمية المساهمات الكبيرة التي قدمها الأطباء اليونانيون. تدعم الاكتشافات الأثرية، مثل النقوش اليونانية على شواهد قبور الأطباء، حقيقة أن حوالي 10% من النقوش الطبية المعروفة في الإمبراطورية الرومانية كانت يونانية، مما يدل على دور وتأثير الأطباء اليونانيين في المجتمع الروماني.